# Playa Fòrti
Playa Forti is een strand in Bandabou, Curaçao, gelegen bij de plaats Westpunt in het noordwesten van het eiland. Het strand bestaat uit zand met kleine steentjes. Er is een snackbar en een restaurant aanwezig. Bij het restaurant is een punt waar men een sprong van 12 meter hoogte in het water kan maken. De tekst "Bij Playa Forti gaan we springen" komt voor in het nummer Chillen op de Antillen van de formatie Diverse Sauzen.

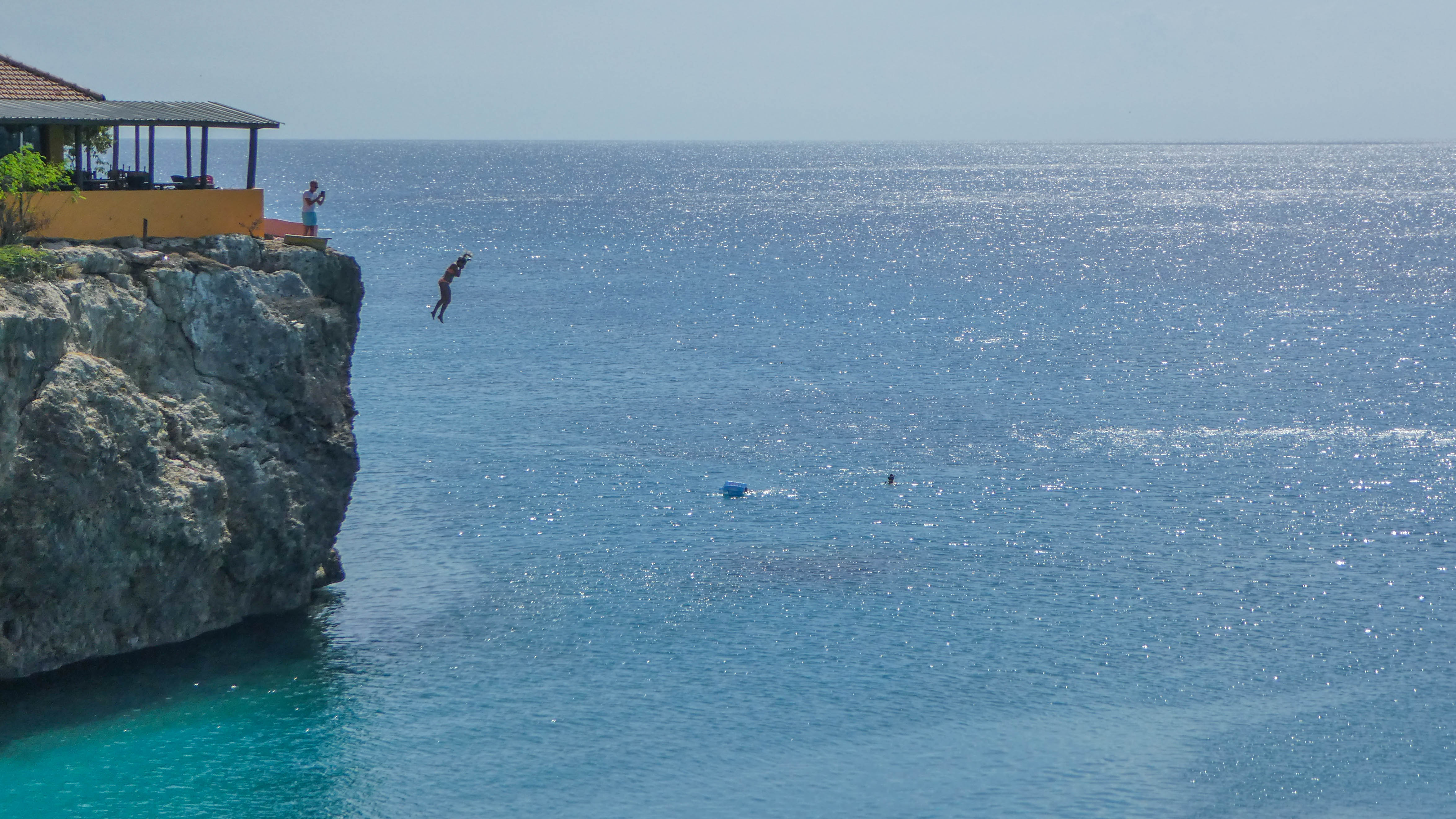
Klifspringen te Playa Forti

Baya Beach · Blauwbaai · Daaibooi · Grote Knip · Jan Thielbaai* · Kleine Knip · Kokomo Beach · Playa Cas Abao* · Playa Fòrti · Playa Gipy · Playa Jeremi · Playa Kalki · Playa Kanoa · Playa Lagun · Playa Porto Marie · Playa Santa Cruz · Santa Barbara Beach* · Seaquarium Beach*

* privéstranden